# Aldenhof (Hoensbroek)
Aldenhof was een hoeve en riddermatig goed in het Nederlandse dorp Hoensbroek, provincie Limburg.

## Geschiedenis
De oudste vermelding van de Aldenhof dateert uit 1388. Omdat de naam Aldenhof de betekenis van ‘oude hoeve’ heeft, bestond de hoeve in dat jaar waarschijnlijk al geruime tijd. De hoeve zou vóór 1388 in eigendom zijn geweest van de heer Krumpvoets.

### Familie Hoen
De Aldenhof was een leengoed van Hoensbroek. In 1522 kreeg Rolman Hoen de Aldenhof in leen van Herman Hoen. Rolman verpachtte de hoeve. In de jaren 1553-1562 voerde Wolter Hoen een proces tegen de pachter over vermeende herendiensten: volgens Wolter moest de pachter dergelijke diensten verrichten, maar daar was de pachter het niet mee eens.
De pachters beschikten niet alleen over de inkomsten van de Aldenhof. Ook de hoeves van de huizen Peerboom en De Doom leverden inkomsten voor hen op. Dat maakte hen tot vermogende pachters.
Begin 17e eeuw zou de Aldenhof zijn bewoond door Renier Hoen tot den Aldenhof, de tweede zoon van Rolman. Renier huwde met Geertruid van Zwembrugge. Het echtpaar kreeg geen kinderen en Renier bepaalde in 1612 in zijn testament dat de Aldenhof naar baron Adriaan van en tot Hoensbroeck zou gaan. Renier overleed in 1621. De familie Hoen van Hoensbroek verkocht in 1794 de Aldenhof.

### Boerderij en hotel
De boerderij bleef in gebruik voor agrarische activiteiten. In 1859 volgde een verbouwing, waarbij het complex volledig tot boerderij werd omgevormd, inclusief het herenhuis. De familie Cremers kreeg de Aldenhof in 1871 in bezit. De Aldenhof was in 1873 de geboorteplek van de priester Pius Joseph Cremers. M.P.H. Cremers breidde na 1929 de hoeve uit met een schuur en stallen en bouwde in 1934 zes woningen op een van de weilanden. De schuur werd omgebouwd tot Hotel Royal en er kwam een winkel in het complex.

### Afbraak
De gemeente Hoensbroek kreeg in 1957 een deel van het complex in eigendom, de rest volgde in 1959 en 1960. De gemeente liet de Aldenhof afbreken en verkocht de grond aan een projectontwikkelaar die er een winkelflat zou bouwen. Dit plan ging echter niet door en de gemeente kocht de grond weer terug. In 1971 werd er een politiebureau gebouwd. Op de oude landerijen werd zorginstelling De Aldenhof gebouwd.

## Beschrijving
De Aldenhof bestond uit een herenhuis met woonvertrekken en een naastgelegen hoeve. De eigenaren verkeerden in welstand en dat was zichtbaar aan het deftige herenhuis. Hierin bevonden zich een brede gang en de diverse woonvertrekken. Door de verbouwing van 1859 verloor het complex echter zijn uitstraling als deftig gebouw.